# الانتخابات الرئاسية الجزائرية 1984
الانتخابات الرئاسية الجزائرية 1984 هي الانتخابات الرئاسية التي جرت في 12 يناير 1984، فاز بالانتخابات الشاذلي بن جديد.

## المرشحين
| المرشح          | الحزب | عدد الأصوات |
| --------------- | ----- | ----------- |
| الشاذلي بن جديد |       |             |